# ستيفن ميرفي الثالث
ستيفن ميرفي الثالث (بالإنجليزية: Stephen Murphy III)‏ هو محامي وقاضي أمريكي، ولد في 23 سبتمبر 1962 في سانت لويس في الولايات المتحدة.